# Japón en los Juegos Olímpicos de Turín 2006
Japón estuvo representado en los Juegos Olímpicos de Turín 2006 por un total de 110 deportistas que compitieron en 14 deportes.  
El portador de la bandera en la ceremonia de apertura fue el patinador de velocidad Joji Kato.

## Medallistas
El equipo olímpico japonés obtuvo las siguientes medallas:
| Nombre          | Deporte            | Competición  |
| --------------- | ------------------ | ------------ |
| Oro             |                    |              |
| Shizuka Arakawa | Patinaje artístico | Individual F |
| Plata           |                    |              |
| —               |                    |              |
| Bronce          |                    |              |
| —               |                    |              |